# Harfenspieler (NAMA 3908)

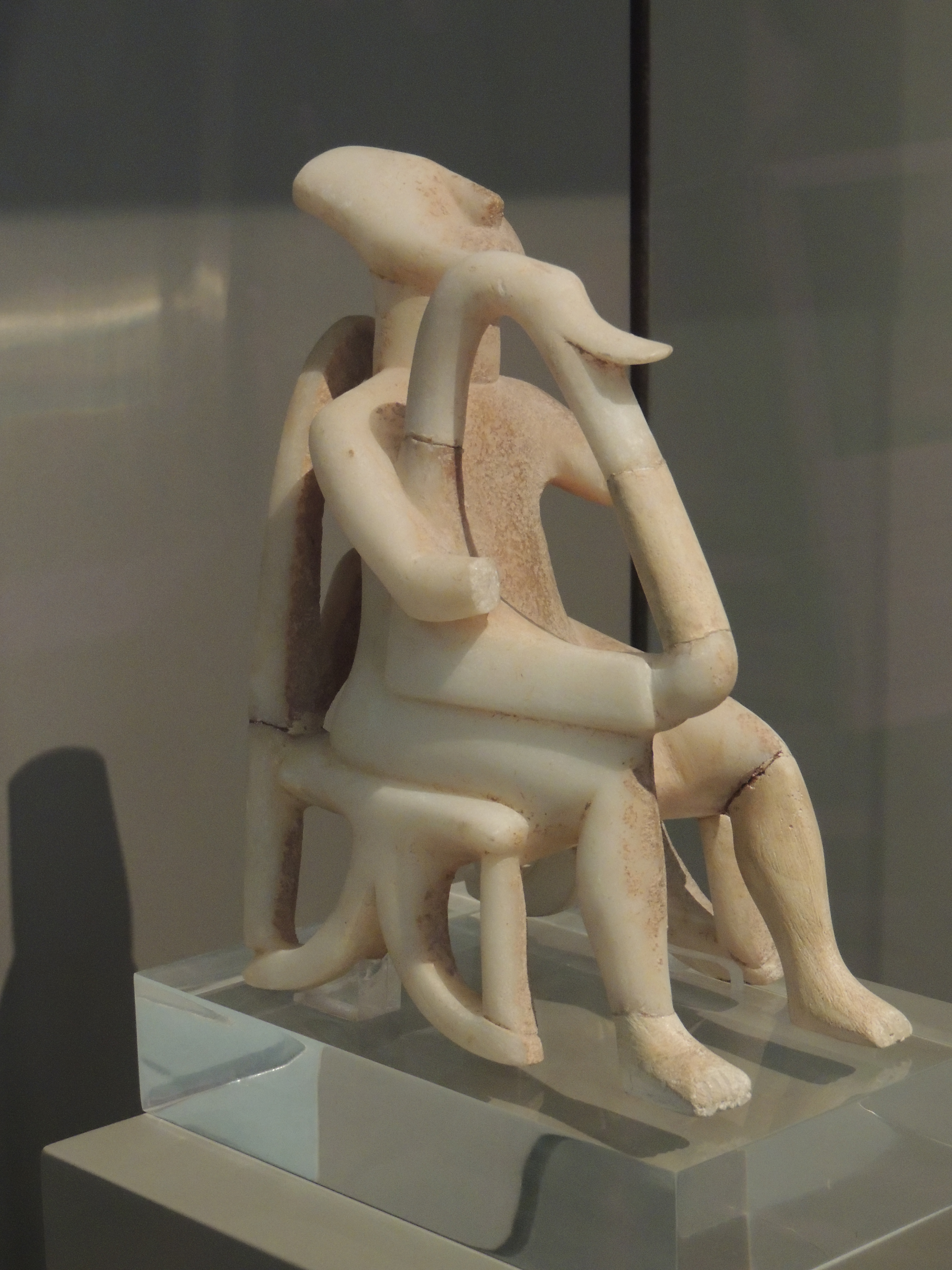
Harfenspieler von Keros

Die Figur eines Harfenspielers im Archäologischen Nationalmuseum Athen (Inventarnummer NAMA 3908) ist ein aus Marmor gearbeitetes Kykladenidol. Das sitzende Idol ist eines der bekanntesten Werke der frühbronzezeitlichen Kykladenkultur. Es wird dem frühen Spedos-Typ zugerechnet und zwischen dem 27. und 23. Jahrhundert v. Chr. datiert.

## Beschreibung
Die 22,5 cm hohe Marmorfigur zeigt einen nackten, männlichen Harfenspieler aufrecht auf einem Stuhl mit Rückenlehne sitzend. Der dünne und flächenhaft gearbeitete Kopf ist leicht rückwärts geneigt, nur die Nase tritt aus dem Gesicht hervor. Auf dem rechten Oberschenkel liegt der Resonanzkasten der Rahmenharfe auf, aus diesem tritt der Rahmenansatz abgesetzt hervor. Der Rahmen trägt an der Schrägseite eine schnabelartige Verzierung. Die Figur hält die Harfe mit der linken Hand, während die rechte Hand scheinbar zu den nicht vorhandenen Saiten greift. Zwischen den geöffneten Schenkeln ist das Geschlecht angedeutet. Die kunstvolle Gestaltung des Stuhls mit bogenförmiger Rückenlehne sowie den Verstrebungen der Stuhlbeine mit ihren herausgearbeiteten Zwischenräume ist ungewöhnlich. Die Figur war nicht vollständig erhalten, es fehlten Teile des Stuhls, ein Teil der Harfe das rechte Bein vom Knie an abwärts, beide Füße und beide Unterarme. Mit Ausnahme der Unterarme wurden die Fehlstellen in Gips ergänzt.

## Einordnung und Bedeutung
Die kykladischen Bildhauer haben außer zahlreichen nahezu aufrechten weiblichen Figurinen eine kleine Anzahl von dreidimensionalen Sonderformen geschaffen, stehende Einzelfiguren oder Figurengruppen auf Standplatten und sitzende Idole auf einfachen Schemeln oder seltener Stühlen. Sitzende weibliche Idole sind mit untergeschlagenen Armen dargestellt, männliche mit ausgestreckter Hand und einen Gegenstand haltend, wie der sogenannte „Zecher“ oder die bekanntere Gruppe von Harfenspielern. Darstellungen von musizierenden Idolen sind selten, die Gruppe der Harfenspieler wird als frühester Nachweis des Saitenspiels im ägäischen Raum angesehen. Ihre Echtheit wurde von manchen Autoren angezweifelt. Von den 14 in Museen oder Privatsammlungen befindlichen Harfenspielern wird die Herkunft von 6 als gesichert angesehen. Harfenspieler wurden über einen Zeitraum von etwa 250 Jahren gefertigt.
Zeitlich werden die Harfenspieler überwiegend dem frühen Spedos-Typ zugerechnet, einige wenige dem Kapsala-Typ (Frühkykladisch II). Der Harfenspieler 47.100.1 im Metropolitan Museum of Art aus unbekannter Herkunft wird in die Übergangszeit von Frühkykladisch I zu Frühkykladisch II datiert.
Mit dem Erwerb des Grabfundes von Thera durch das Badische Landesmuseum Karlsruhe gelangten 1838 erstmals zwei Harfenspieler in Museumsbesitz. Der Harfenspieler 3908 und die Statuette eines Aulos-Spielers wurden von Ulrich Köhler 1884 vorgestellt. Sie sollen zusammen mit zwei weiblichen kanonischen Idolen in einem Grab auf der Kykladeninsel Keros gefunden worden sein und wurden für das Museum der archäologischen Gesellschaft erworben. Der Harfenspieler 8833 im Archäologischen Museum Athen stammt aus der Ausgrabung von Grab 40 von Afendika auf Naxos durch Clon Stephanos zu Beginn des 20. Jahrhunderts. Der fragmentierte Harfenspieler von Amorgos wurde 1996 im Rahmen einer Oberflächenbegehung bei einer Steinanhäufung in der Nähe geplünderter Gräber gefunden.
Untersuchungen ergaben, dass der Aulos- und der Harfenspieler aus sehr ähnlichem Marmor gearbeitet sind. Der weiße, sehr feinkörnige Marmor ist sehr durchscheinend und von feinen gelben Adern durchzogen. Die Marmorqualität erinnert stark an Funde der Ausgrabungen des Cambridge Keros Projects auf der Insel Daskalio. Nach dem Vergleich mit Probensammlungen stammt der Marmor höchstwahrscheinlich aus dem Südosten der Insel Naxos.